# Calligrapha argus
Calligrapha argus es una especie de escarabajo del género Calligrapha, familia Chrysomelidae. Fue descrita científicamente por Stal en 1859.
Esta especie se encuentra en América Central.